# Waleri Pawlowitsch Tschkalow

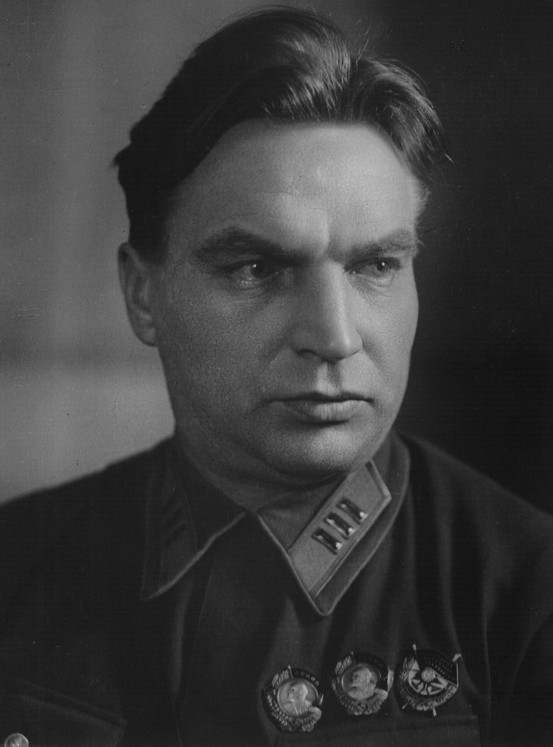
Waleri Pawlowitsch Tschkalow

Waleri Pawlowitsch Tschkalow (russisch Валерий Павлович Чкалов, wiss. Transliteration Valerij Pavlovič Čkalov; * 20. Januarjul. / 2. Februar 1904greg. in Wassiljowo, heute Tschkalowsk, Oblast Nischni Nowgorod; † 15. Dezember 1938 in Moskau) war ein sowjetischer Pilot.

## Leben
Tschkalow wurde als Sohn des Kesselflickers Pawel Grigorjewitsch Tschkalow geboren. Da er nach dem Wunsch des Vaters dessen Beruf ergreifen sollte, wurde er mit 13 Jahren auf eine berufsvorbereitende Schule in Tscherepowez geschickt. Dort verbrachte er aber nur kurze Zeit, denn nach der Oktoberrevolution von 1917 wurde die Schule geschlossen und Tschkalow kehrte nach Wassiljowo zurück, um in der dortigen Reparaturwerft als Gehilfe seines Vaters zu arbeiten. Etwas später heuerte er als Heizer auf einem Wolga-Flussbagger an, der in den Häfen von Kasan und Kostroma sowie an der Kama-Mündung eingesetzt wurde. Kurze Zeit darauf wechselte er auf den Dampfer „Bajan“, der als Truppentransporter die Strecke Nischni Nowgorod – Astrachan befuhr. Im Bürgerkrieg trat er 1919 als Freiwilliger in die Luftstreitkräfte der Roten Armee ein und wurde in Nischni Nowgorod als Flugzeugwart eingesetzt. 1921/22 besuchte er die militärtheoretische Fliegerschule in Jegorjewsk. Anschließend wurde er als einer der ersten Flugschüler an der neuen Militärfliegerschule Borissoglebsk zum Piloten ausgebildet, wechselte anschließend nach Moskau, wo er eine Schulung im Kunstflug durchlief, und schloss 1924 seine Ausbildung in Serpuchow ab, wo er unter anderem von Michail Gromow betreut wurde. Ab Juni 1924 diente Tschkalow in einer in Leningrad stationierten Jagdfliegereinheit. Nebenbei erwarb er die Kunstflugerlaubnis. 1927 erfolgte seine Ernennung zum Ketten-Kommandeur. Von 1928 bis 1930 war Tschkalow als Fluglehrer an der Brjansker Schule tätig, allerdings mit einjähriger Unterbrechung, denn Tschkalow unterschritt am 15. August 1928 bei einem Überführungsflug von Gomel nach Brjansk die befohlene Flughöhe, kollidierte mit einer Telegraphenleitung und stürzte ab. Er selbst blieb zwar unverletzt, doch das Flugzeug wurde zerstört. Die anschließend eingesetzte Untersuchungskommission wies ihm die alleinige Schuld zu. Aufgrund dessen wurde er am 2. Januar 1929 von einem Militärgericht zu einem Jahr Gefängnis verurteilt und für diese Zeit aus der Roten Armee entlassen.
1930 wurde Tschkalow Testpilot beim Wissenschaftlichen Institut der Luftstreitkräfte, etwas später beim OKB Polikarpow. Dort war er ab 1931 einer der Piloten, die Versuchsstarts und -landungen mit einem fliegenden Flugzeugträger ausführten. Außerdem war er für die Erprobung der Polikarpow-Jagdflugzeuge I-15, I-16 und I-17 zuständig. Tschkalow bewies dabei seine gute Flugzeugbeherrschung. Er kam durch diese Versuche in Kontakt mit dem Hersteller Tupolew, zu dem er 1933 wechselte. Insgesamt testete Tschkalow über 70 Flugzeugtypen.
1936 rückte Tschkalow durch einen Rekordflug vom 20. bis 22. Juni mit einer Tupolew ANT-25 in das Licht der sowjetischen Öffentlichkeit, als es ihm zusammen mit Baidukow und Beljakow gelang, den Dauerflugrekord auf 56 Stunden und 20 Minuten heraufzusetzen. Diese Leistung wurde anlässlich eines Nonstopfluges von Moskau zur Insel Udd am nordwestlichen Ende des Tatarensunds (9.374 km) erzielt.
Vom 18. bis 20. Juni 1937 erfolgte ein Rekordflug über 9130 km (Luftlinie 8504 km) in 63 Stunden 25 Minuten als Transpolarflug von Moskau nach Portland im US-Bundesstaat Oregon. Nach diesem Flug wurde ihm am 24. Juli 1937 der Orden Held der Sowjetunion verliehen.
Am 3. Oktober 1937 absolvierte Tschkalow einen Probeflug für einen geplanten Frauenrekordflug mit einer Polikarpow I-16. Den eigentlichen Flug zur Aufstellung eines Geschwindigkeitsrekordes sollte dann die bekannte Pilotin Walentina Grisodubowa durchführen. Tschkalow hatte die Aufgabe, zuvor über einer genau vermessenen Basis mit höchstmöglicher Geschwindigkeit zu fliegen, um die Leistungen des für den Rekordflug vorgesehenen Flugzeugs I-16 mit der Nr. 5210671 möglichst genau zu bestimmen. Wegen eines dabei auftretenden Motorschadens wurde Tschkalow zu einer Notlandung in einem Waldstück gezwungen, er wurde dabei verletzt und das Flugzeug zerstört.
Im Jahre 1938 erfolgte seine Beförderung zum Brigadekommandeur. Tschkalow kam am 15. Dezember 1938 beim Erstflug der Polikarpow I-180 ums Leben. Noch 1955 untersuchte eine von Chruschtschow einberufene Kommission die Umstände, die zum Absturz führten, fand jedoch keine Hinweise für eine bis heute immer wieder vermutete Verschwörung. Fest steht, dass weder Chefkonstrukteur Polikarpow noch der Projektleiter für die I-180, Tomaschewitsch, ihr Einverständnis zum Erstflug gegeben hatten. Daneben fehlte eine Freigabe zum Erstflug für die I-180 seitens des Herstellerwerks, unter anderem wegen fehlender Kühlerklappen für den luftgekühlten Doppelsternmotor Tumanski M-88. Bei ca. −25 °C startete Tschkalow zum Erstflug vom Chodynkafeld („Zentraler M.-W.-Frunse-Flughafen“) und flog zuerst problemlos die vorgesehene Platzrunde. Danach überschritt er in der zweiten Runde mit ca. 2000 m Flughöhe eigenmächtig die im Flugauftrag angegebene Höhenbegrenzung von 600 m deutlich. Im folgenden zu kurz angesetzten Landeanflug versagte das Triebwerk, wahrscheinlich wegen Unterkühlung bzw. Vergaservereisung oder durch zu schroffes Gasgeben beim Abfangen, möglicherweise auch durch eine Kombination beider Ursachen. Tschkalow wich mit stehendem Triebwerk noch einigen Wohnhäusern aus, hatte aber dann eine Berührung mit einer Freileitung und stürzte ab. Dabei wurde er gegen das Instrumentenbrett und danach aus dem Flugzeug geschleudert. Er erlitt schwere Verletzungen, u. a. am Kopf, an denen er zwei Stunden später verstarb. Seine Urne wurde an der Kremlmauer in Moskau beigesetzt.
Neben dem Heldentitel war Tschkalow Träger des Leninordens (zweifach) und des Rotbannerordens.
Tschkalow war seit Februar 1927 mit Olga Jerasmowna Tschkalowa (geb. Orechowa, 1901–1997), die er 1925 als Literaturstudentin des Alexander-Herzen-Instituts in Leningrad kennengelernt hatte, verheiratet und hatte mit ihr einen Sohn, Igor (1928–2006) und zwei Töchter, Walerija (1935–2013) und Olga (* 1939).

## Würdigung

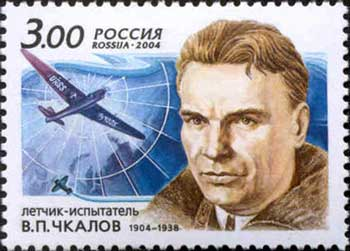
Tschkalow und ANT-25 auf einer russischen Briefmarke von 2004

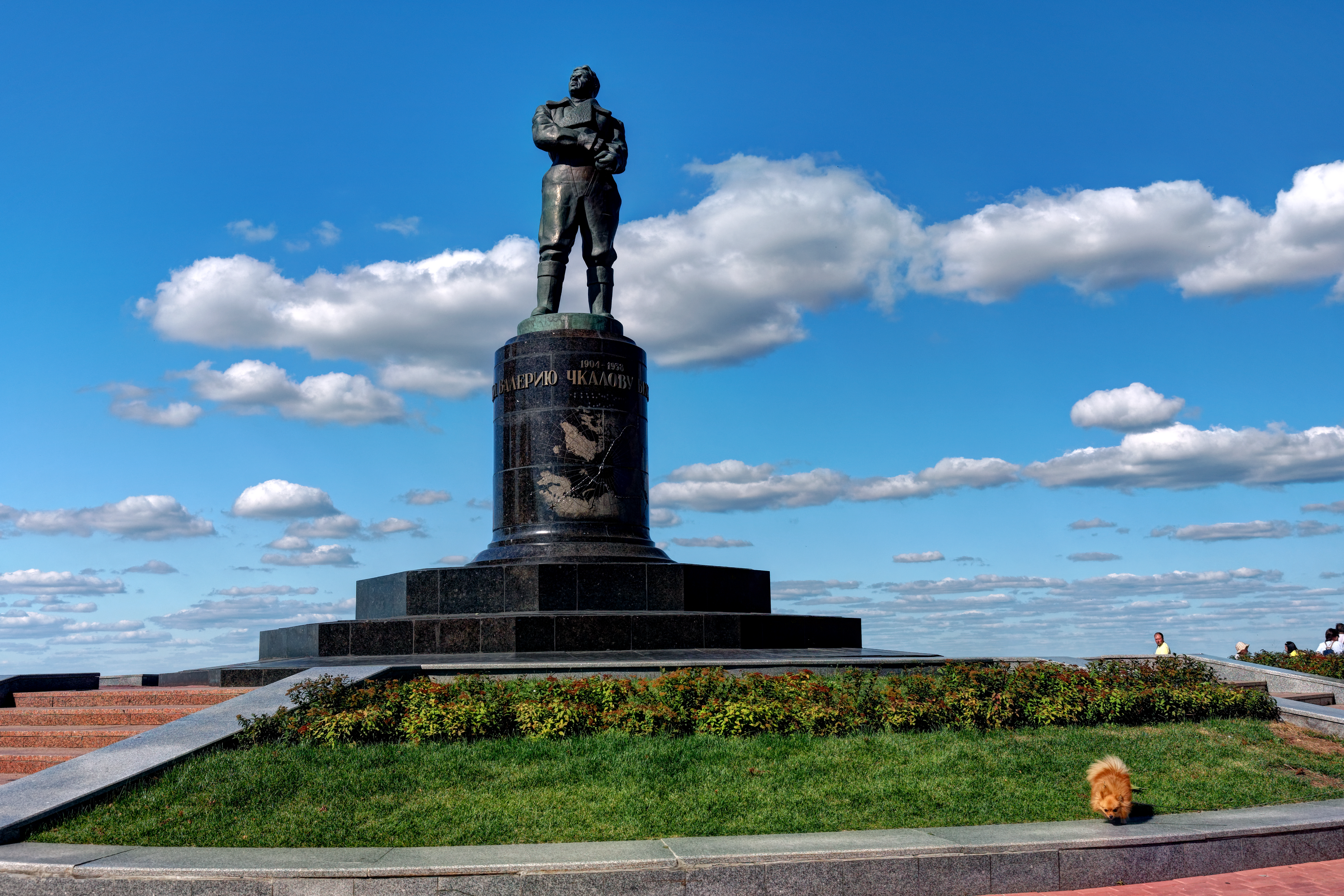
Denkmal für Waleri Tschkalow in Nischni Nowgorod

Tschkalows Geburtsstadt Wassiljowo am rechten Ufer der Wolga, etwa 100 Kilometer nordwestlich von Nischni Nowgorod wurde 1937 anlässlich des Nonstopfluges in die USA in Tschkalowsk umbenannt. Von 1938 bis 1957 hieß die Stadt Orenburg zu Ehren des Piloten Tschkalow. Die Insel Udd im Ochotskischen Meer ist 1936 nach ihm benannt worden.
Ebenfalls seinen Namen trägt der Kaliningrader Stadtteil Tschkalowsk (vor 1945 Tannenwalde) in dem sich der Militärflugplatz Tschkalowsk befindet. Gleichfalls wurde eines der größten Flugzeugwerke Russlands, das Nowosibirsker Flugzeugwerk NAPO, bereits im Jahre 1939 nach ihm benannt. Ein strategischer Bomber Tupolew Tu-160 trägt seinen Namen.
In Russland tragen gleich vier U-Bahnhöfe den Namen Tschkalows: Im Dezember 1995 wurde in Moskau mit der Inbetriebnahme der Metrolinie 10 die Station Tschkalowskaja eröffnet. Ebenso wurde im September 1997 in Sankt Petersburg auf der Metrolinie 4 (heute gehört dieser Abschnitt zur Linie 5) die Station namens Tschkalowskaja eröffnet. Auch heißt eine 1985 erbaute Station der Metro Nischni Nowgorod Tschkalowskaja. Seit der Verlängerung der einzigen Metro-Linie in Jekaterinburg um zwei Stationen Richtung Süden trägt nun auch dort eine Station den Namen des Piloten.
Das russische Luftwaffenausbildungszentrum in Lipezk und das Staatliche Flugerprobungszentrum in Achtubinsk tragen heute seinen Namen. Außerdem ist der Militärflugplatz Tschkalowski nach ihm benannt.
Seinen Namen trug auch ein Leichter Kreuzer der sowjetischen Marine. Heute ist ein Flussschiff auf dem Jenissei nach ihm benannt. Ferner ist er Namensgeber für das Chkalov Bluff in der Antarktis.
In Nischni Nowgorod wurde 1940 ein Denkmal für Tschkalow aufgestellt. Vom Denkmal führt eine Treppe zur Wolga, die Tschkalow-Treppe genannt wird.
2004 wurde in Russland aus Anlass des 100. Geburtstages eine 2-Rubel-Silber-Gedenkmünze in einer Auflage von 7000 Stück geprägt. Sie zeigt Tschkalows Porträt in Fliegermontur neben der Flugroute von Moskau über den Nordpol nach Vancouver 1937. Aus gleichem Anlass erschien eine Briefmarke.
Der Asteroid des mittleren Hauptgürtels (2692) Chkalov ist nach ihm benannt.

## Werke
- Valerij Tschkalow: Unser Transpolarflug (Moskau–Nordpol–Nordamerika). SWA-Verlag, Berlin 1946.